# Anisodes subdolaria
Anisodes subdolaria är en fjärilsart som beskrevs av Swinhoe 1885. Anisodes subdolaria ingår i släktet Anisodes och familjen mätare. Inga underarter finns listade i Catalogue of Life.